# Micrapatetis glycychroa
Micrapatetis glycychroa är en fjärilsart som beskrevs av Turner 1904. Micrapatetis glycychroa ingår i släktet Micrapatetis och familjen nattflyn. Inga underarter finns listade i Catalogue of Life.